# Messe Berlin

Messe Berlins huvudbyggnad vid Masurenallee.

Messe Berlin är ett mässområde i stadsdelen Westend i Berlin. Mässhallarna uppgår till 160 000 m² och består av 26 hallar. Messe Berlin har en förbindelse med kongresscentret ICC Berlin. Messe Berlin arrangerar ett antal betydande mässor: Internationale Funkausstellung Berlin (IFA), Internationale Tourismus-Börse (ITB) och Grüne Woche. 
Messe Berlins första hall stod klar 1914 och var då plats för bilutställningar. På grund av första världskriget dröjde det fram till 1921 innan Deutsche Automobil-Ausstellung arrangerades. 1924 byggdes ytterligare en hall och samma år hamnade mässan på sin nuvarande plats då området väster om Messedamm öppnades i samband med Große Deutsche Funkausstellung. Dagens huvudbyggnad stod klar 1937 och går längs Masurenallee och Messedamm, mässans huvudingång befinner sig på Hammarskjöldplatz. På mässområdet återfinns Funkturm.